# 国鉄2820形蒸気機関車
2820形は、かつて日本国有鉄道の前身である鉄道院、鉄道省に所属したタンク式蒸気機関車である。

## 概要
元は、九州鉄道が1898年（明治31年）にアメリカのブルックス・ロコモティブ・ワークスから12両（製造番号2898 - 2909）を輸入した、車軸配置2-6-0 (1C) の単式2気筒、飽和式タンク機関車である。九州鉄道では、102形 (102 - 113) と称した。九州鉄道国有化後の1909年（明治42年）に制定された鉄道院の車両形式称号規程では、2820形 (2820 - 2831) に改称された。
本形式は、九州鉄道、鉄道院時代を通じて直方に配置され、筑豊地区で石炭輸送に従事したが、1925年（大正14年）5月に全車が廃車された。民間に払下げられたもの、保存されたものはない。
外観上は、ブルックスの様式に従い、煙突が細く、大きな側水槽は運転室と一体化し、後部の裾はS字曲線で1段下がった形状をしていた。この車軸配置の機関車の例にもれず、各部の重量バランスが悪く、特に第3動輪の軸重は15.44tにも達し、バック運転（逆機）には不向きであった。この点も、民間への払下げがなかった要因であろう。

## 主要諸元
1914年度版形式図の諸元を示す。
- 全長：9,652mm
- 全高：3,632mm
- 全幅：2,337mm
- 軌間：1,067mm
- 車軸配置：2-6-0 (1C)
- 動輪直径：1,270mm
- 弁装置：スチーブンソン式アメリカ型
- シリンダー（直径×行程）：432mm×559mm
- ボイラー圧力：9.8m2
- 火格子面積：1.31m2
- 全伝熱面積：84.5m2
  - 煙管蒸発伝熱面積：76.5m2
  - 火室蒸発伝熱面積：8.0m2
- ボイラー水容量：2.9m3
- 小煙管（直径×長サ×数）：45mm×2,885mm×190本
- 機関車運転整備重量：45.51t
- 機関車空車重量：35.86t
- 機関車動輪上重量（運転整備時）：39.58t
- 機関車動輪軸重（第2動輪上）：15.44t
- 水タンク容量：5.0m3
- 燃料積載量：1.5t
- 機関車性能
  - シリンダ引張力：7,820kg
- ブレーキ装置：手ブレーキ、蒸気ブレーキ